# Samabeong
Samabeong est le nom d'un jardin de thé noir à Darjeeling, en Inde. 

## Caractéristiques
Samabeong, qui de l'indien se traduit par "tanière ou caverne de l'ours noir" se situe près du village tibétain Lava, au pied de l'Himalaya. Il fut premièrement cultivé par les britanniques en 1882 lorsque ceux-ci étaient installés dans la subdivision de Kalimpong. Au milieu des années 1980, l'usine fut désertée et brûla. C'est dans les années 1990 qu'un célèbre planteur reprit l'usine et la transforma en un véritable modèle écologique.
Les amateurs de thé vont préférer le thé de ce jardin par la qualité de celui-ci. Il est cultivé dans le jardin le plus en altitude au monde (à 2010 mètres d'altitude), ce qui lui confère des arômes complètement différents des autres thés de Darjeeling. Le jardin s'étend sur plus de 700 hectares dont 152 sont occupés par les théiers. Ce thé est également caractérisé par une couleur jaune or au gout boisé et citronné. 
De toute évidence, il est produit selon le procédé orthodoxe. 

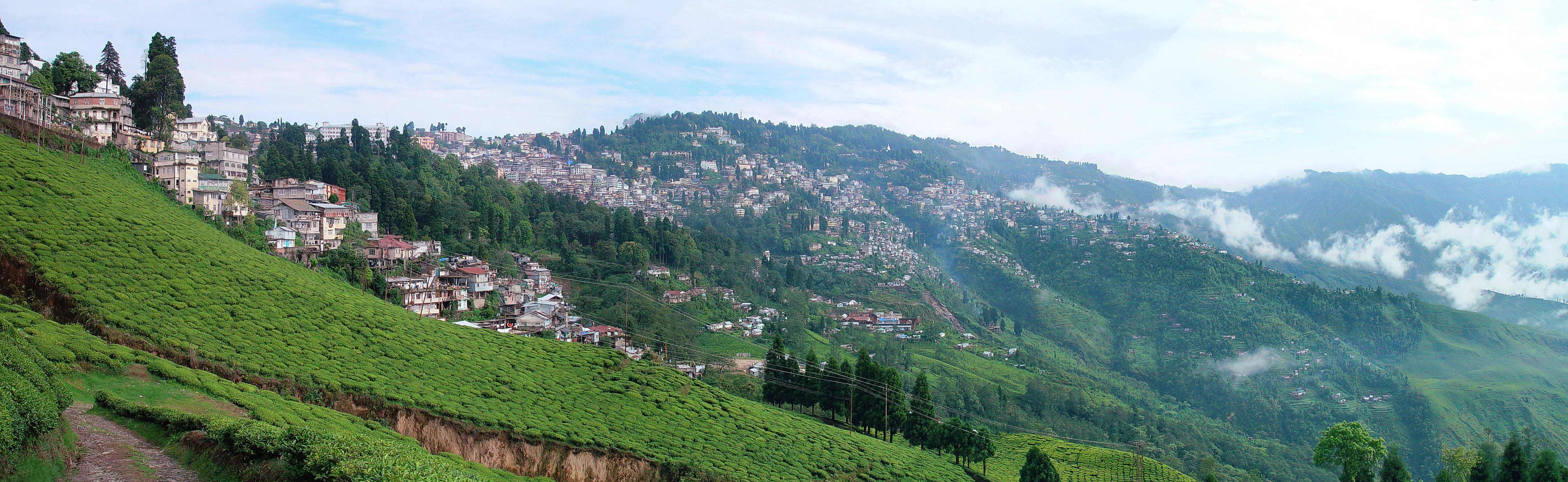
Vue de la vallée de Darjeeling et des plantations de thé